# بيل هاتاناكا
بيل هاتاناكا هو لاعب كرة قدم كندية كندي، ولد في 3 مايو 1954 في باثرست ‏ في كندا.

## وصلات خارجية
- بيل هاتاناكا على موقع JustSportsStats.com (الإنجليزية)